# Мецано Пасоне ди Сото (Лоди)
Мецано Пасоне ди Сото је насеље у Италији у округу Лоди, региону Ломбардија.
Према процени из 2011. у насељу је живело 41 становника. Насеље се налази на надморској висини од 45 м.